# Phoenix Wright: Ace Attorney - Dual Destinies
Phoenix Wright: Ace Attorney - Dual Destinies (逆転 裁判 5, Gyakuten Saiban 5) est un jeu vidéo d'aventure développé et édité par la société japonaise Capcom. Il est sorti le 25 juillet 2013 au Japon sur Nintendo 3DS, et le 24 octobre 2013 en Amérique du Nord et en Europe en version dématérialisée anglaise sur le Nintendo eShop. Le jeu sort ensuite le 25 janvier 2024 sur Nintendo Switch, PlayStation 4 et Xbox One dans la compilation Apollo Justice: Ace Attorney Trilogy.
Le jeu marque le retour de Phoenix Wright en personnage principal.

## Personnages principaux
- Phoenix Wright : ancien avocat de la défense. À la suite d'accusations de fausses preuves, il perdit son badge d'avocat il y a 8 ans. Il le récupère enfin afin de tenir une importante promesse. Patron de l'Agence à tout faire Wright.
- Athena Cykes : une jeune femme surdouée que Phoenix Wright a rencontré lors de ses voyages aux États-Unis. Son domaine de prédilection est la psychologie analytique. Elle porte un appareil appelé Piplet, qui lui permet d'analyser les émotions des gens au ton de leur voix.
- Apollo Justice : avocat passionné à la voix tonitruante, notamment grâce à ces exercices de cordes vocales d'acier. Cela fait un an qu'il a été embauché dans l'agence, mais il a encore tout à apprendre. En dehors du tribunal, il sert d'assistant à Vérité pour ses tours de magie.
- Jack Lamenoire : ancien procureur condamné pour meurtre, il a toutefois reçu une autorisation temporaire d'exercer. Expert en psychologie, son pouvoir de suggestion et ses tentatives de manipulation n'épargnent personne, pas même le juge. Il est toujours accompagné de son fidèle Taka, un faucon apprivoisé.
- Justin Brillant : inspecteur chargé des homicides. Se présentant lui-même comme un champion de la justice, il a une foi inébranlable en celle-ci. Sa devise préférée : "La justice prévaudra !". Il est également chargé de garder un oeil sur le procureur Lamenoire.

### Personnages secondaires
- Le juge : vieille barbe grisonnante et marteau en main, le juge est toujours là pour rendre des verdicts avec la plus grande impartialité. Un peu benêt sur les bords, il n'empêche qu'il a connu son lot de procès et a une grande expérience juridique.
- Vérité Wright : magicienne en herbe et fille adoptive de Phoenix Wright. Elle est l'héritière de la Troupe Grimoire, une célèbre troupe de magiciens. Ses tours préférés sont l'incroyable M. Chapeau et sa culotte magique, qui posséderait une dimension extra-spatiale. C'est elle qui tire les ficèles de l'Agence à tout faire Wright, dans l'ombre.
- Konrad Gavin : frère cadet de Kristoph Gavin, procureur et membre du groupe de rock "Les Gavinners", aujourd'hui dissout. Il assiste Athena et Apollo lors de leur enquête à l'école de droit Thémis.
- Marguerite Dubois : amie d'enfance d'Athena Cykes. Elle étudie le droit à l'école Thémis pour devenir juge, avec ses amis Arthur et Camille. Elle a un faible pour Apollo, bien que ce dernier ne l'a pas remarqué.
- Pearl Fey : cousine de Maya Fey et prodige du channeling, elle est toujours prête à aider ses amis s'ils en ont besoin. Elle a adopté certains des gestes de sa cousine Maya.
- Benjamin Hunter : procureur général, meilleur ami d'enfance et éternel rival de Phoenix Wright. Même s'il n'exerce plus beaucoup, il n'a rien perdu de ses talents d'accusation.

## Synopsis
Le jeu se déroule 6 mois après les événements de Apollo Justice: Ace Attorney.
Le système judiciaire connaît une période sombre, appelée l'âge sombre de la justice. C'est dans ce contexte noir que vont devoir se battre Phoenix Wright, Apollo Justice et Athena Cykes contre des témoins et procureurs aussi rusés que sournois.

## Système de jeu
Le système de jeu est similaire aux quatre opus précédents de la série Ace Attorney, avec quelques différences notables.
Chaque avocat possède son propre "pouvoir" : Phoenix Wright a la possibilité de discerner la vérité dissimulée par le biais des "verrous-psyché". Apollo Justice, grâce à son bracelet, peut déceler les tics de nervosité des témoins. La nouvelle avocate, Athena Cykes, utilise une application informatique appelée Lunatrix qui dévoile les sentiments basiques lors d'un témoignage : joie, tristesse, peur, colère. Charge au joueur de déceler des incohérences entre la portion de témoignages et des variations des sentiments, voire des comportements contradictoires.
D'autres modifications sont apportées comme les notes qui permettent de savoir quelles sont les tâches à effectuer, un résumé de l'affaire (victime, suspect). Lors des phases de procès, si trop d'erreurs sont commises lors de la présentation de preuve, il est possible de consulter son partenaire qui indique quelle phrase en particulier contient une incohérence. Enfin, il existe des séquences de "Revisualisation" sous la forme d'un QCM dans lequel le personnage peut coordonner les dernières pièces du puzzle pour aboutir à la conclusion.
Le jeu introduit des nouveaux plans en 3D conçus spécialement pour la Nintendo 3DS permettant ainsi d'obtenir de meilleures investigations.
Lors des phases d'investigation, il est possible que certaines scènes ne puissent être examinées.

## Épisodes
Épisode 1 : Volte-face à rebours
L'histoire commence sur les chapeaux de roues : une explosion au palais de justice est survenue dans la salle d'audience n°4 et le corps d'Elsa Coffré, une inspectrice experte en déminage, a été retrouvé. L'accusée est une jeune lycéenne nommée Marguerite Dubois, une amie d'enfance d'Athena Cykes, avocate de la défense fraichement diplômée et nouvelle recrue de l'Agence à tout faire Wright. Face au procureur Gaspard Boulay, Athena a bien du mal à s'imposer. C'est alors qu'arrive Phoenix Wright, l'avocat de légende, pour prendre la situation en main.
Épisode 2 : La volte-face monstrueuse
Quelques mois avant l'attentat à la bombe du tribunal, Apollo et Vérité se rendent au Vallon de Neuf-Queues après avoir été invités par Malveina Tenma, une amie de Vérité. Les festivités seront de courte durée car un meurtre sensationnel a été commis au sein du Manoir Kyubi. Le conseiller Kyubi a été tué et le suspect est le père de Malveina, le maire Damien Tenma. Cette étrange affaire sera l'occasion pour Apollo de rencontrer Athena Cykes, qui lui prêtera main-forte pour résoudre ce meurtre à huis clos qui fait intervenir des yokai. Il aura fort à faire avec le procureur Jack Lamenoire, détenu en prison et expert en psychologie.
Épisode 3 : Volte-face sur les bancs
Nos trois avocats sont de visite à l'école de droit Thémis, où se déroule un festival durant lequel est proposée une simulation de procès. L'un des professeurs, Constance Delacour, est retrouvé mort, de la même manière que le scénario écrit par une élève en cursus Juge, qui n'est autre que Marguerite Dubois, l'amie d'enfance d'Athena. Cette dernière décide de la défendre au tribunal et sera opposée à Jack Lamenoire.
Épisode 4 : Volte-face cosmique
Le meilleur ami d'Apollo, l'astronaute Pierre Terrian, décède dans d'étranges circonstances après le lancement de la fusée HAT-2 au Centre spatial Cosmos. Apollo est chargé de défendre l'accusé, Icare Solo, qui n'est autre que le mentor et héros de Pierre Terrian. Malheureusement, l'affaire se corse lorsqu'une bombe fait exploser la salle d'audience, ce qui blesse gravement Apollo.
Épisode 5 : Demain est une autre volte-face
Une pièce à conviction finit par accuser Athena Cykes dans l'affaire du meurtre de Pierre Terrian, obligeant Phoenix Wright à prendre sa défense tandis qu'Apollo enquête de son côté pour retrouver l'assassin de Pierre. Finalement, des événements qui se sont déroulés sept ans auparavant au Centre spatial Cosmos vont faire ressurgir des souvenirs douloureux, aussi bien chez Athena que chez le procureur Jack Lamenoire.
Épisode spécial : Volte-face à la barre
Quelques mois avant l'explosion au tribunal, Phoenix Wright récupère enfin son badge d'avocat. C'est alors qu'une cliente du nom d'Anne Bator fait irruption dans son bureau. Elle travaille à l'Aquarium Le Galion, et le propriétaire, Emile Sabord, a été retrouvé mort. La suspecte du crime risque la peine de mort, ce qui n'est pas du goût d'Anne, qui cherche désespérément un avocat. Phoenix se rend donc à l'aquarium avec Athena, pour y découvrir avec stupéfaction que le suspect est une orque prénommée Pauli ! Un procès sans précédent est sur le point de commencer...

## Développement
En mai 2007, un mois après la sortie d'Apollo Justice: Ace Attorney, Capcom officialise le développement d'un cinquième épisode de la série. Entre-temps, la série connaitt différentes adaptations, avec Ace Attorney Investigations: Miles Edgeworth, Ace Attorney Investigations: Miles Edgeworth 2 ou encore le crossover Professeur Layton vs. Phoenix Wright: Ace Attorney. En janvier 2012, Capcom dévoile le logo du jeu à la fin de la célébration des dix ans de la série. En septembre 2012, le jeu a finalement été annoncé sur Nintendo 3DS avec quelques informations, ainsi qu'une démo jouable lors du Tokyo Game Show 2012. Capcom a également confirmé que le jeu sortirait en Amérique et en Europe mais uniquement en version dématérialisée et anglaise.

## Commercialisation
À l'occasion de la sortie du jeu trois éditions collector ont été commercialisées au Japon exclusivement sur le site de vente e-capcom.
La Figure Edition comprend une figurine pré-peinte de 18 cm de Phoenix Wright, une jaquette alternative du jeu sélectionnée aléatoirement et un exemplaire du jeu.
L'Extended Edition comprend une pochette de rangement pour la Nintendo 3DS aux couleurs du personnage de Phoenix Wright, une jaquette alternative du jeu sélectionnée aléatoirement, des autocollants représentant les différents personnages en super Deformed et un exemplaire du jeu.
La Limited Edition comprend l'ensemble du contenu de la Figure Edition et de l'Extended Edition.

## Traduction française
À la suite de l'annonce du choix de la part de Capcom de ne pas traduire ce jeu en français, alors que les précédents volets avaient été traduits, les fans français protestent et lancent une pétition qui n'aboutit finalement pas, puisque le jeu est sorti, comme prévu, en version anglaise seulement.
Toutefois, comme pour les spin-off Ace Attorney Investigations, une fan-traduction française a été lancée par l'équipe de AAI-FR. Une démo est proposée fin 2020 incluant la première affaire traduite. Le patch final est quant à lui rendu disponible au public le 28 octobre 2023.
Le 13 juin 2023 est annoncé Apollo Justice: Ace Attorney Trilogy, une compilation des la deuxième trilogie de la série principale, comprenant Dual Destinies, avec une traduction française officielle. Le jeu sort sur Nintendo Switch, PC, PlayStation 4, Xbox One le 25 janvier 2024.

### Voix françaises
- Adrien Larmande : Apollo Justice
- Léovanie Raud : Athena Cykes
- Valéry Schatz : Phoenix Wright
- Pierre Alam : Jack Lamenoire
- Arnaud Léonard : Inspecteur Justin Brillant
- Benoît Allemane : Le juge
- Cindy Lemineur : Marguerite Dubois, Marine Désiles
- Martial Le Minoux : Louis Lebelle, Icare Solo
- Marie Nonnenmacher : Malveina Tenma, Pearl Fey
- Catherine Desplaces : Camille Bongars
- Bastien Bourlé : Arthur Larcher
- Max Geller : Konrad Gavin
- Yann Guillemot : Benjamin Hunter
- Brigitte Berges
- Cédric Dumond
- Céline Mauge
- Clara Soares
- Youna Noiret